# Sidel
Sidel, akronym för Société Industrielle Des Emballages Légers (franska), är ett italienskt multinationellt tillverkningsföretag inom förpackningsindustrin. Företaget tillverkar maskiner som i sin tur tillverkar förpackningar för drycker, livsmedel och hygien. Förpackningarna är främst i plast men även i glas och metall. Företaget har tillverkat nästan 40 000 maskiner som är i drift i dag[när?] i över 190 länder. Sidel är ett dotterbolag till det schweiziska holdingbolaget Tetra Laval.
Företaget grundades 1965 i Le Havre i Frankrike av Georges Lesieur. 2001 blev Sidel uppköpt av Tetra Laval för 1,7 miljarder euro. 2005 köpte Tetra Laval de italienska företagen SIG Alfa och SIG Simonazzi, som blev omgående fusionerade med Sidel. 2010 flyttades företagets huvudkontor till Hünenberg i Schweiz medan 2016 flyttades det igen, den här gången till Parma i Italien.
För 2019 hade Sidel en nettoomsättning på nästan 1,5 miljarder euro och en personalstyrka på 5 527 anställda.